# Pitkä Surnujärvi
Pitkä Surnujärvi eller Pitkä Tsjurnujärvi är en sjö i Finland. Den ligger i kommunen Enare i landskapet Lappland, i den norra delen av landet, 1 000 km norr om huvudstaden Helsingfors. Pitkä Surnujärvi ligger 126 meter över havet. Arean är 68,6 hektar och strandlinjen är 10,83 kilometer lång. Sjön  ingår i Pasvik älvs huvudavrinningsområde. 